# Sidi El Ghandour
Sidi El Ghandour  (in arabo سيدي الغندور‎?) è un centro abitato e comune rurale del Marocco situato nella provincia di Khémisset, regione di Rabat-Salé-Kénitra. Conta una popolazione di 7 377 abitanti (censimento 2014).